# Nastro (ginnastica ritmica)

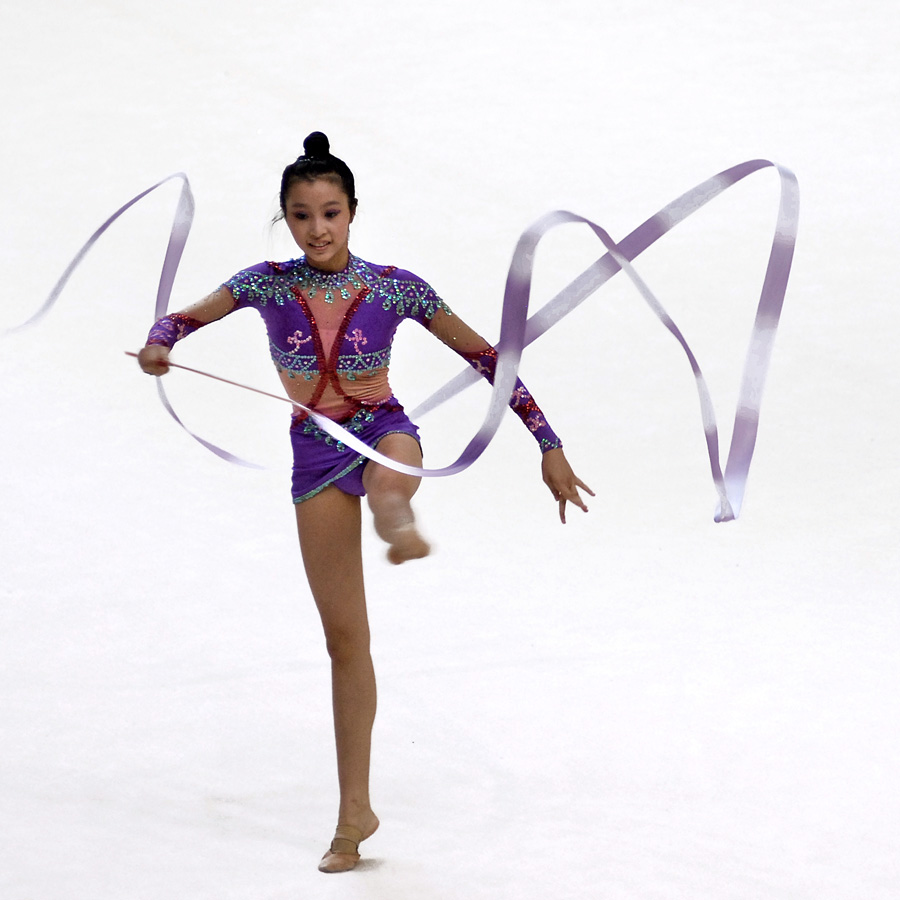
Una ginnasta col nastro

Nella ginnastica ritmica, un nastro da ginnastica è un attrezzo composto da un manico, un nastro e un aggancio, che viene utilizzato durante un'esibizione a terra.  
È uno dei cinque attrezzi della ginnastica ritmica. Il nastro viene manovrato e lanciato dalla ginnasta. I lanci e le riprese possono essere molto vari.

## La bacchetta
Il manico (chiamato anche bastone o bacchetta) può essere di qualsiasi colore ed è solitamente in legno, bamboo, plastica o fibra di vetro, con un diametro massimo di 1 cm nella parte più spessa. La forma può essere cilindrica o conica. La lunghezza può variare da 50 a 60 cm. L'impugnatura della bacchetta può essere coperta da materiale antiscivolo della lunghezza massima di circa 10 cm. L'estremità opposta della bacchetta, dov'è attaccato il vero e proprio nastro, è costituito da una catenella.

## Il nastro
Il nastro è fatto di raso o altro tessuto simile e può essere di qualsiasi colore. Può essere anche multicolore e avere dei disegni. Il nastro stesso deve pesare almeno 35 g ed essere largo 4-6 cm, e per la categoria senior una lunghezza minima di 6 m, mentre per la categoria juniores può essere di 5 m. 
Il nastro deve essere realizzato con un unico pezzo. L'estremità che è attaccata al bastone è raddoppiata per una lunghezza massima di 1 m. Questo è cucito su entrambi i lati. Nella parte superiore è consentito un rinforzo molto sottile o file di cucitura a macchina per una lunghezza massima di 5 cm. Questa estremità può terminare con una cinghia, oppure avere un occhiello (un piccolo foro, bordato con punto asola o un cerchio metallico), per consentire l'aggancio del nastro.

## Allegato
Il nastro viene fissato al bastoncino per mezzo di un attacco elastico come filo, cordoncino di nylon, o una serie di anelli snodati. L'attacco ha una lunghezza massima di 7 cm, senza contare la cinghia o l'anello metallico all'estremità del bastone dove viene fissato. 

## Movimenti base
Il nastro da ginnastica deve essere mosso molto spesso in modo circolare, serpeggiante, ect. e le routine di ginnastica ritmica richiedono che il nastro sia costantemente in movimento. I movimenti obbligatori per il nastro includono colpi di scena, cerchi, spirali e lanci. Il nastro richiede un alto grado di coordinazione per formare le spirali e i cerchi in quanto vengono penalizzati eventuali nodi che si possono formare accidentalmente nel nastro. Durante una routine del nastro, si cercano movimenti ampi e fluidi.